# Tanguy de Locmazhé
Gurguy, ou Tanguy, canonisé saint Tanguy de Locmazhé, fut un moine légendaire breton de Gerber (Le Relec) du VIe siècle. Il aurait fondé l'abbaye Saint-Mathieu de Fine-Terre à Plougonvelin (Finistère). Il serait mort en 592 et serait inhumé à la pointe Saint-Mathieu (en breton : Locmazhé). Saint Tanguy est fêté le 19 novembre, le lendemain de la fête de sainte Haude de Trémazan, sa sœur, ou le 12 mars, jour de la fête de son père spirituel, saint Paul Aurélien.

## La légende
Selon certaines sources, l’histoire de Tanguy et Haude aurait été écrite, ou réécrite, au XVe siècle par les seigneurs de la famille du Chastel, fondateurs du château de Trémazan, pour enjoliver leur lignage.
Voici l’histoire telle que l’écrivit Albert Le Grand en 1637 (édition revue et corrigée en 1901).

### Enfances de Gurguy et de sa sœur Haude
Galonus, seigneur de Trémazan, épousa en premières noces Florence, fille d’Honorius, prince de Brest. Ils eurent des enfants, dont Haude et Gurguy. Mais Florence mourut, les laissant orphelins en bas âge. Galonus alla chercher une nouvelle femme en Grande-Bretagne, mais cette femme rudoya et maltraita les enfants en vraie marâtre durant 8 ans. Gurguy, déjà grand, demanda congé à son père et partit à la cour du roi Childebert, où il resta pendant 12 ans.
Haude, elle, était résolue, pour l’amour de Dieu, à supporter sa marâtre, qui la haïssait en raison de sa vertu et de sa piété. Elle la chargeait de corvées mais Haude obéissait, et priait la nuit si ses corvées l’empêchaient d’assister à la messe. Elle prenait sur son ordinaire pour donner aux pauvres.

### La méprise de Gurguy et la mort d’Haude
On croyait Gurguy mort, et Haude devint un bon parti car elle était belle mais aussi héritière de grands biens. Des seigneurs vinrent la demander en mariage, mais la marâtre, jalouse, dit du mal d’Haude et l’exila dans une ferme voisine. Gurguy revint alors incognito à Trémazan et s’étonna de l’absence de sa sœur. La marâtre, croyant que c’était un prétendant, lui dit qu’Haude était une fille perdue. Gurguy, croyant à ces calomnies, chercha sa sœur, et l’ayant trouvée près d’une fontaine, l’appela par son nom. Haude ne reconnut pas son frère, parti depuis longtemps, prit peur et s’enfuit. Gurguy prit cette fuite pour un aveu de honte en raison de sa mauvaise conduite, et, en colère, lui trancha la tête. 
Mais des voisins lui dirent à quel point Haude était sage et vertueuse, et Gurguy se rendant compte de son erreur se présenta chez son père, se fit reconnaître et avoua son crime. Haude se présenta alors, tenant sa tête dans ses mains, et elle la posa sur son cou où elle se ressouda. Haude se tourna vers sa marâtre et lui dit qu’elle serait punie par Dieu. Et en effet elle se vida de ses boyaux et fut foudroyée sur place. Haude se tourna ensuite vers son frère et lui dit que la Sainte Vierge avait obtenu son pardon. Haude pardonna elle aussi à son frère et rendit l’âme en ce 18 novembre de l’an de grâce 545.

### Vie religieuse de saint Tanguy
Gurguy s’en alla trouver Saint Pol Aurélien, évêque de Léon, qui lui enjoignit un jeûne de 40 jours à Coat Tanguy (Bois de Tanguy en breton). Puis il changea son nom en Tanguy (de tan = feu en breton) et le nomma abbé de Gerber. Tanguy avait reçu de son père une terre à la pointe du cap de Pennarbed (Finistère), près de laquelle un navire transportant les reliques de Saint-Matthieu fut sauvé miraculeusement du naufrage et le cap fut appelé Loc-Mazhé-Traon (Mazhé = Mathieu en breton, donc pointe Saint-Mathieu). Tanguy y construisit un monastère et Saint Pol le nomma abbé. Il rendit l’âme le 12 mars de l’an 594, le même jour que Saint Pol Aurélien à Batz. Il fut enterré à Loc-Mazhé (Saint-Mathieu). Saint Tanguy est fort révéré en Bretagne et les seigneurs Du Chastel ont souvent porté le nom de Tanguy (ou Tanneguy) et ont fait édifier une chapelle à Kersaint en son honneur et en celui de sa sœur sainte Haude.

## Extrait d'une chanson bretonne relatant les faits[4]
« A Castel Tremazan, e parrez Landunvez
Galon, eun digentil euz ar c'haëra lignez,
A zeuas da eureugi, evit quenta pried,
Merc'h ar Prins euz a Vrest  Florence voa hanvet,
Bugale o dévoé, mez oll n'hon hanvon quet :
Unan eo sant Tanguy, eun ail santez Eodet ».
« Du château Trémazan, en paroisse Landunvez
Galon, un gentilhomme de la plus belle lignée
Vint à se marier, et pour première épouse
À fille du Prince de Brest, Florence était appelée.
Des enfants ils avaient, mais tous ne les connaissons pas
Un était saint Tanguy, une autre sainte Haude ».

## Galerie

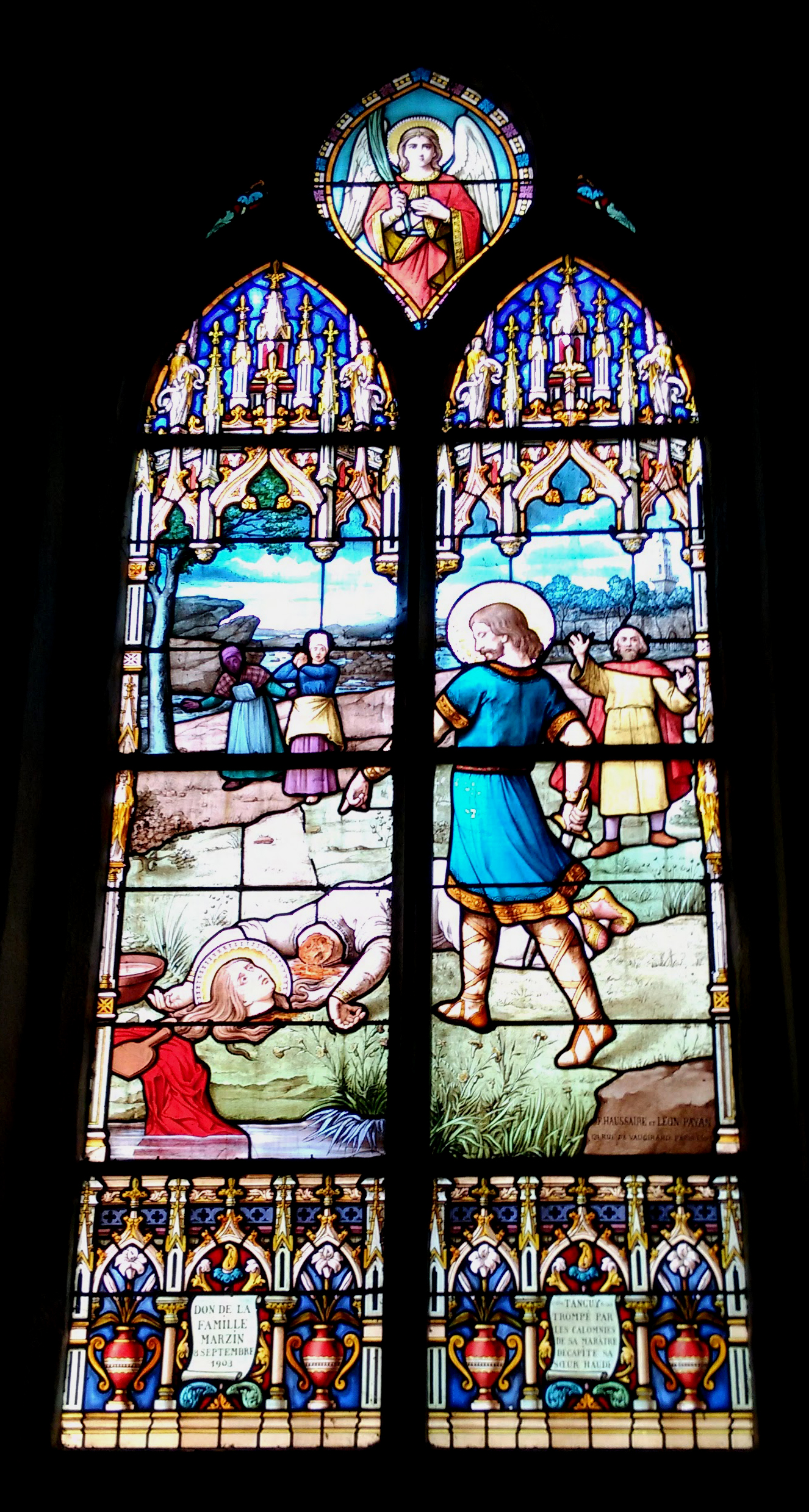
Tanguy trompé par les calomnies de sa marâtre décapite sa sœur Haude - don de la famille Marzin - 8 septembre 1903.
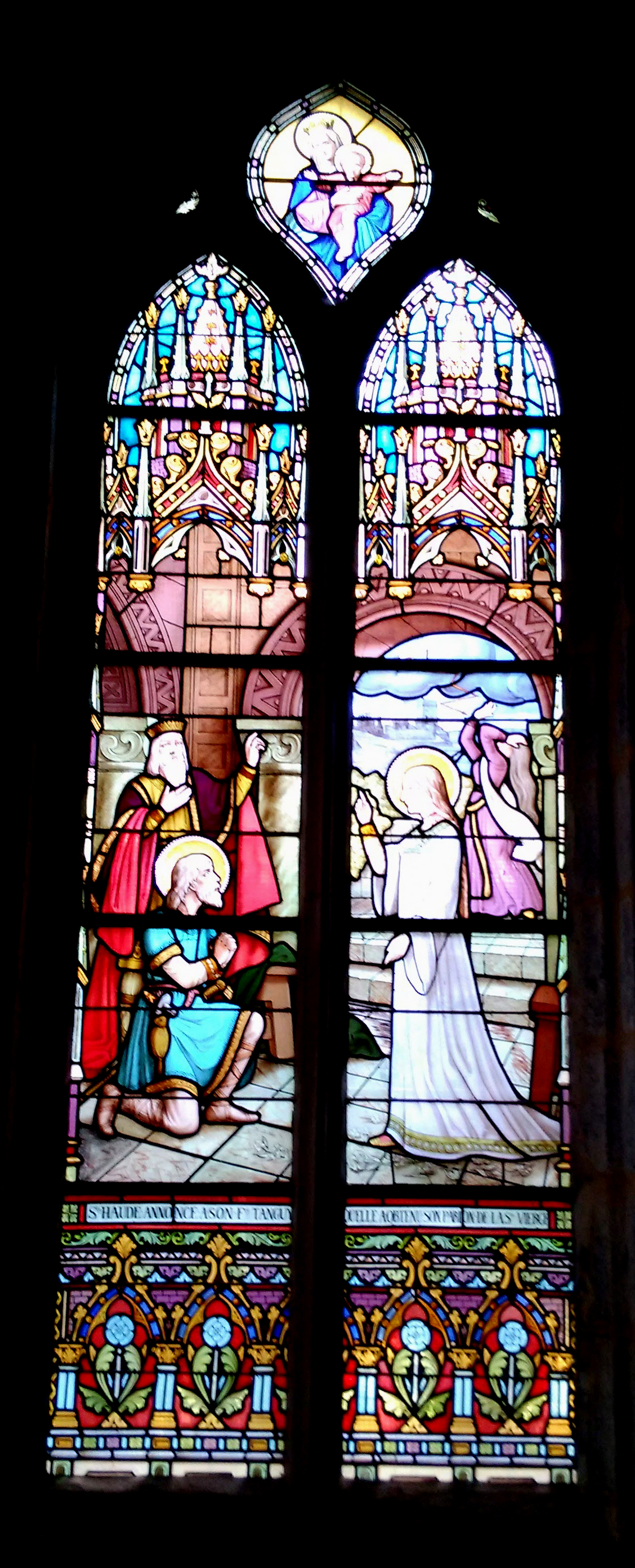
Sainte Haude annonce à son frère Tanguy qu'elle a obtenu son pardon de la Sainte Vierge.
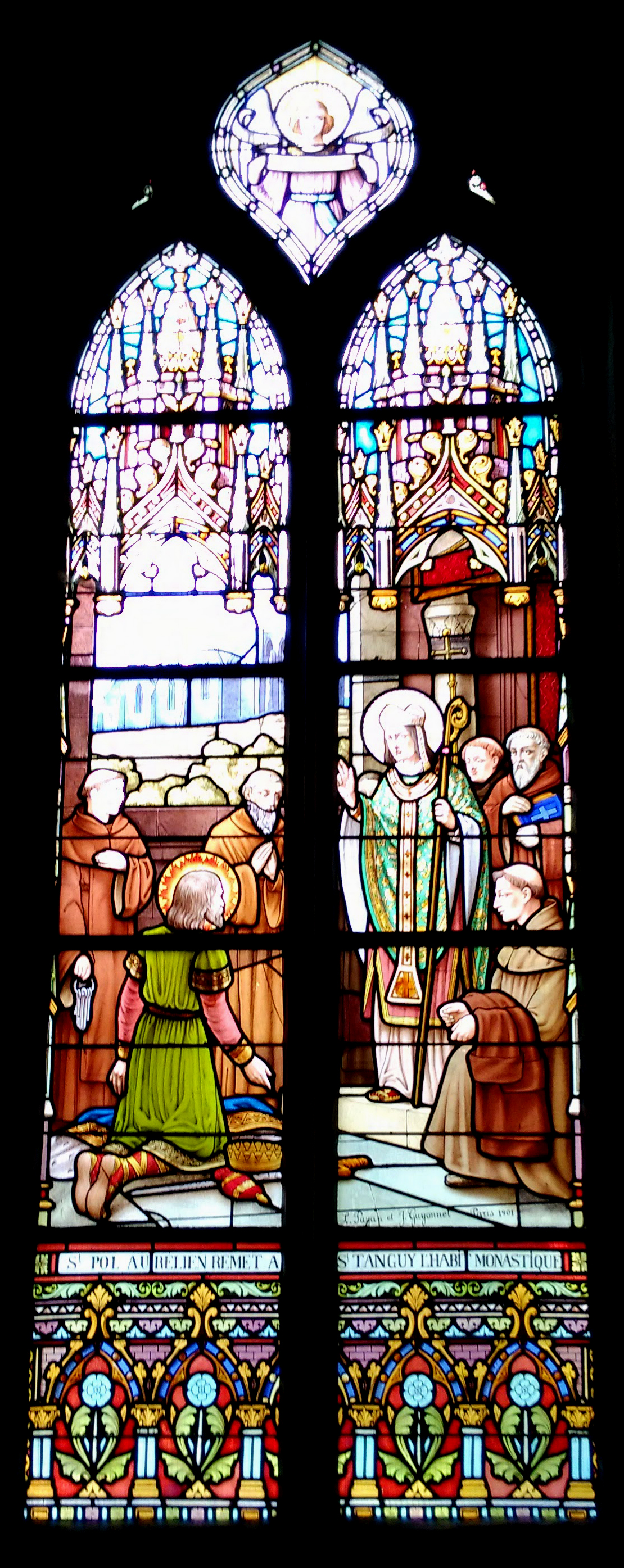
Saint Pol Aurélien remet à saint Tanguy l'habit monastique - L.Payan et J.Guyonnet - Paris 1901.
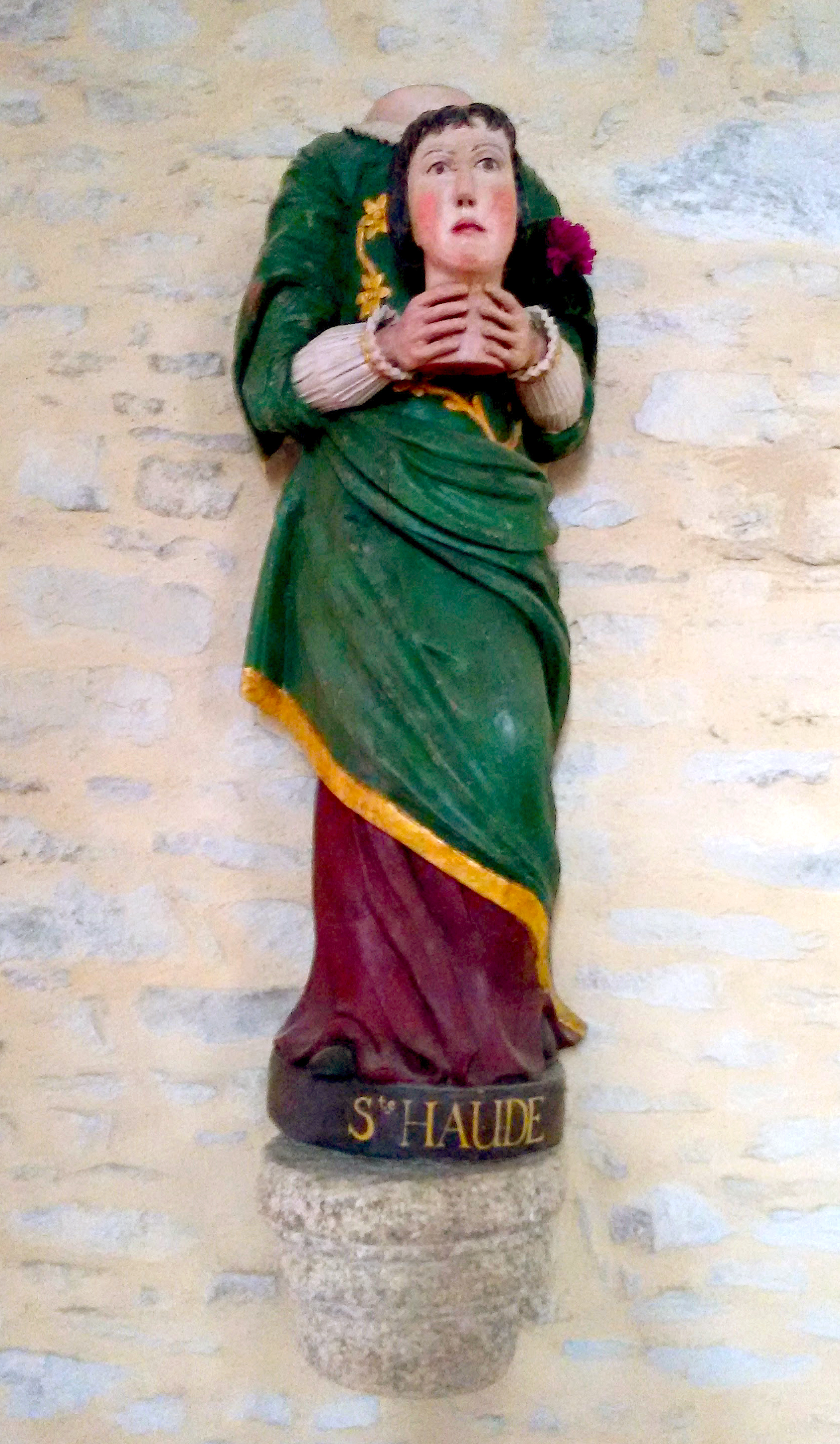
Sainte Haude.
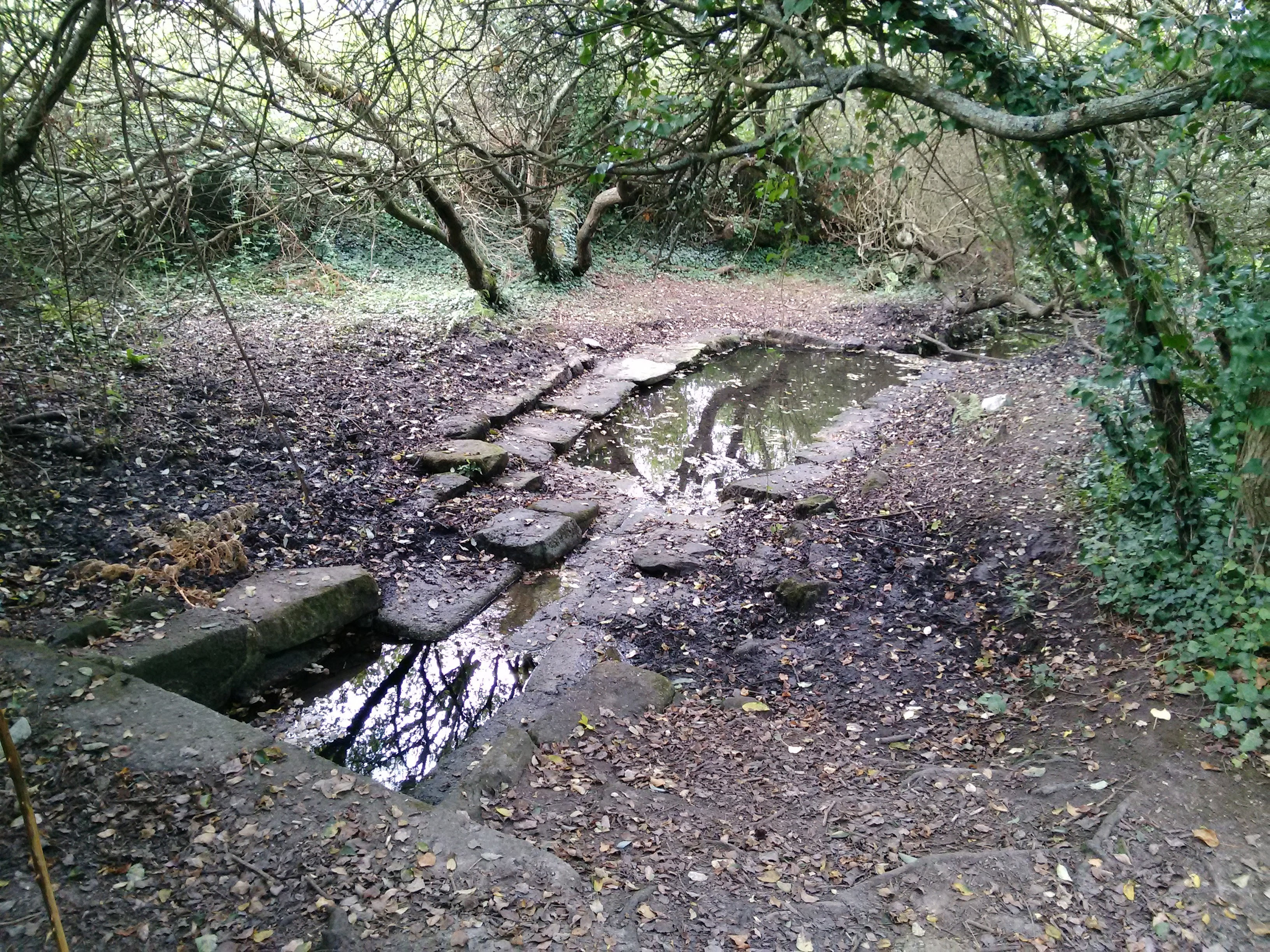
Fontaine sainte Haude.
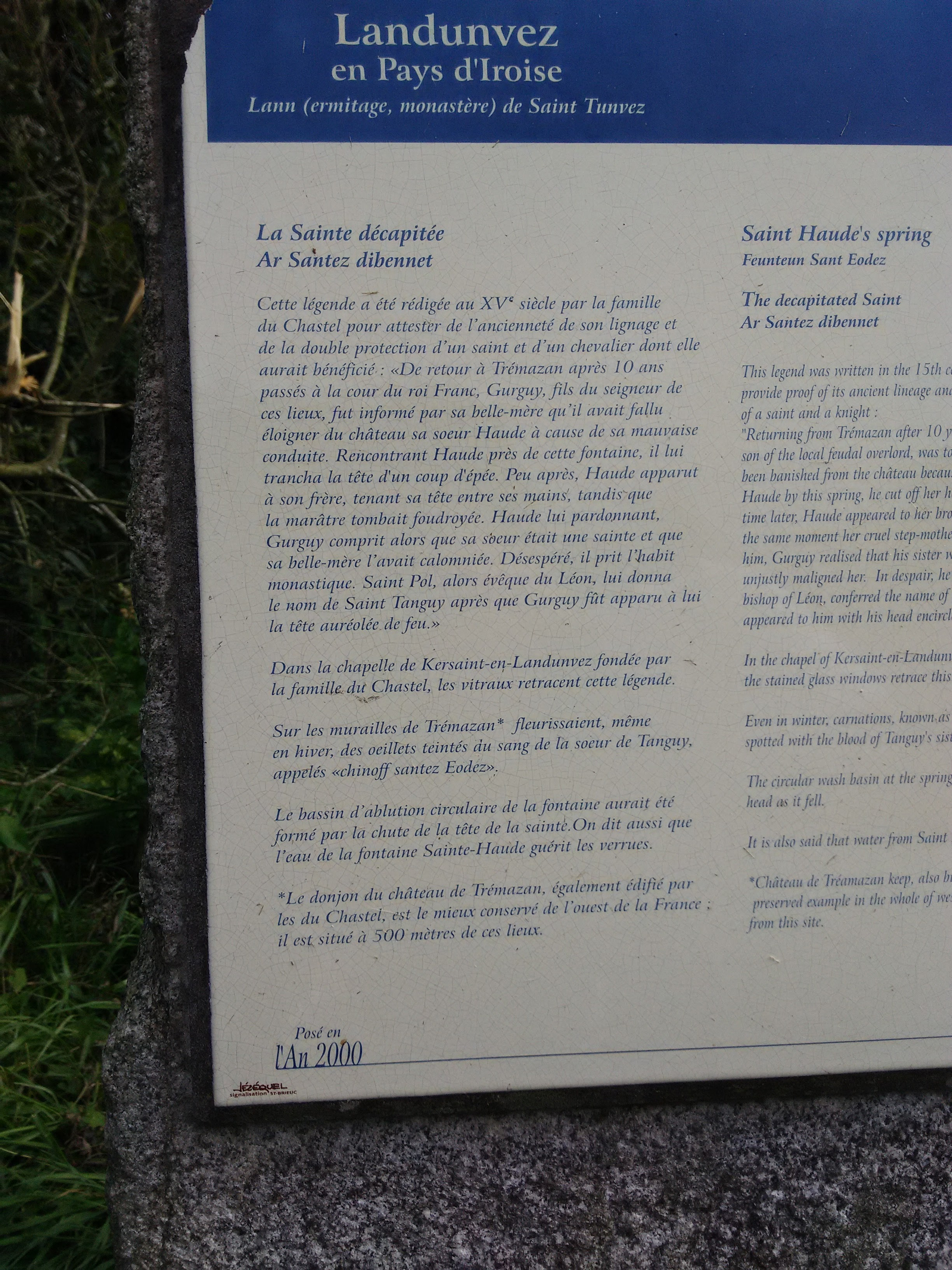
Panneau posé près de la fontaine Sainte Haude.